# Jaeger (kleding)
Jaeger of Jäger is een soortnaam voor textiel, oorspronkelijk van wol.
Dit type textiel is vernoemd naar de Duitse arts Gustav Jäger (1832-1917), die bepaalde theorieën over kleding en gezondheid had. Zo propageerde hij dat het goed was om wollen kleding direct op de huid te dragen.
In Engeland werd in 1884 een kledingmerk met deze naam opgericht, die tegenwoordig vooral geassocieerd wordt met een klassieke stijl (twinset met parelketting) en het gebruik van natuurlijke materialen met een hoge kwaliteit.